# Montaż przewlekany

Opornik zamontowany w technologii THT (widok z boku, zielonym kolorem oznaczono płytkę obwodu drukowanego)

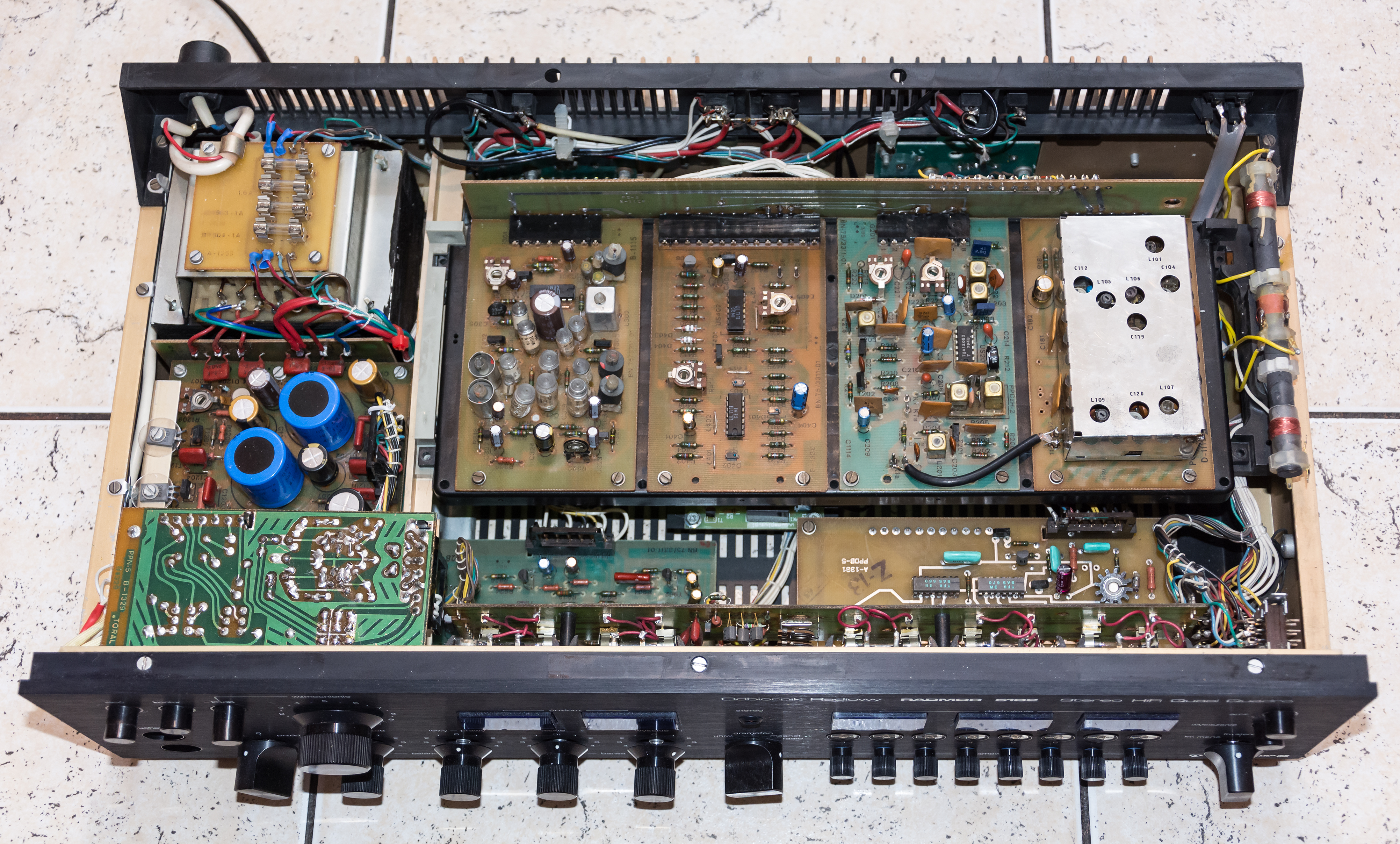
Wnętrze amplitunera Radmor 5102 wykonane w technologii montażu przewlekanego

Montaż przewlekany (ang. Through-Hole Technology, THT) – sposób montowania podzespołów elektronicznych na płytce obwodu drukowanego (ang. Printed Circuit Board, PCB). Elementy elektroniczne przystosowane do montażu przewlekanego mają wyprowadzenia w postaci drutów, które w trakcie montażu przewlekane są przez otwory w płytkach i lutowane do ścieżek przewodzących po przeciwnej stronie płytki niż montowany element.
Montaż przewlekany przeprowadzany jest ręcznie lub automatycznie. Lutowanie w produkcji seryjnej jest najczęściej realizowane na fali.